# Craterosiphon
Craterosiphon es un género con 13 especies de plantas, perteneciente a la familia Thymelaeaceae.

## Especies seleccionadas
- Craterosiphon beniensis
- Craterosiphon devredii
- Craterosiphon djalonensis
- Craterosiphon klaineanus